# Chen Ran
Chen Ran (chinesisch 陈染, Pinyin Chén Rǎn; * 1962 in Peking, Volksrepublik China) ist eine chinesische Schriftstellerin.
Sie ist eine Vertreterin der avantgardistischen Strömung; die Mehrheit ihrer Werke, zusammengesetzt aus Romanen und Erzählungen, erscheint in den 90er Jahren.

## Veröffentlichungen
- Mit der Vergangenheit anstoßen (yu wangshi ganbei)
- Potentielle Anekdote (qianxing yishi)
- Geburt eines neuen leeren Menschen (kong xin ren de dansheng)
- Privatleben (si ren shenghuo), 1996

| Personendaten    | Personendaten                |
| ---------------- | ---------------------------- |
| NAME             | Chen Ran                     |
| ALTERNATIVNAMEN  | c=陈染 (chinesisch)          |
| KURZBESCHREIBUNG | chinesische Schriftstellerin |
| GEBURTSDATUM     | 1962                         |
| GEBURTSORT       | Peking, Volksrepublik China  |